# Johnny Cash & Friends
Johnny Cash & Friends è un album compilation di Johnny Cash pubblicato il 3 febbraio 2003.

## Tracce
1. The Night Hank Williams Came To Town – 3:22
2. Doin' My Time (feat. Marty Stuart) – 3:25
3. Wanted Man – 2:54
4. Don't Take Your Guns To Town – 2:55
5. The Last Of The Drifters (feat. Tom T. Hall) – 3:17
6. That Old Wheel (feat. Hank Williams Jr.) – 2:52
7. As Long As I Live (feat. Emmylou Harris, Jessi Colter, Roy Acuff, Waylon Jennings) – 3:01
8. Sweeter Than The Flowers (feat. Emmylou Harris, Jessi Colter, Roy Acuff, Waylon Jennings) – 2:57
9. A Backstage Pass – 3:20
10. Ballad Of A Teenage Queen – 2:47
11. A Croft In Clachan - The Ballad Of Rob Macdunn (feat. Glen Campbell) – 4:02
12. Let Him Roll – 4:26
13. I'll Go Soomewhere And Sing My Songs Again (feat. Tom T. Hall) – 3:12
14. Call Me The Breeze (feat. John Carter Cash) – 3:27
15. Where Did We Go Right (feat. June Carter & The Carter Family) – 2:58
16. The Hobo Song – 3:24
17. I'm An Easy Rider – 2:38
18. Water From The Wells Of Home (feat. John Carter Cash) – 2:57
19. Angel And The Badman – 2:24
20. Harley – 4:09